# Euphorbia maresii
Euphorbia maresii là một loài thực vật có hoa trong họ Đại kích. Loài này được Knoche mô tả khoa học đầu tiên năm 1922.